# 陳翕
陳翕（越南语：／，?—?），是越南陳朝開國皇帝陳太宗陳煚的曾祖父。
陳翕之父陈京原是中国（宋朝）闽人，一說桂林人。陳京移居越南即墨乡（今越南南定省美禄县），開始世代从事渔业。陳翕之子陈李的女兒嫁給李惠宗，陈氏成为外戚之家。陈李之子陈嗣庆、陈承先后掌握李朝朝政。1226年1月11日，陈承次子陈煚登基，建立陳朝，准尊陈翕諡號恭王；到陳英宗時，於興隆二十年（1312年）加庙号寧祖，改稱寧祖皇帝。

## 家族
- 父：陈京
- 母：穆慈皇后
- 妻：寧慈皇后
- 弟：陳果
- 子：陳李
- 孫：陳承、陳嗣慶
- 從孫：陳守度（陳果之孫）
- 曾孫：陳太宗